# Розвадовская сельская община
Розвадовская сельская общи́на (укр. Розвадівська сільська громада) — территориальная община в Стрыйском районе Львовской области Украины.
Административный центр — село Розвадов.
Население составляет 12 091 человек. Площадь — 109,2 км².

## Населённые пункты
В состав общины входит 9 сёл:
- Верин
- Крупское
- Надетычи
- Песочная
- Розвадов
- Черница
- Держев
- Киевец
- Остров